# Mitsubishi Savrin
Mitsubishi Savrin – samochód osobowy typu MPV produkowany przez japońską firmę Mitsubishi od roku 2001 z przeznaczeniem na rynek tajwański. Dostępny jako 5-drzwiowy minivan. Samochód oparty został na modelach Space Wagon (I generacja) i Grandis (II generacja). Do napędu użyto silnika R4 o pojemności 2,0 oraz 2,4 litra. Napęd przenoszona jest na oś przednią poprzez 4-biegową automatyczną skrzynię biegów.

## Dane produkcyjne
| Rok  | Wielkość produkcji | Wielkość sprzedaży |
| ---- | ------------------ | ------------------ |
| 2001 | 3191               | 1574               |
| 2002 | 17 267             | 18 395             |
| 2003 | 22 637             | 21 506             |
| 2004 | 17 576             | 16 325             |
| 2005 | 13 507             | 13 018             |
| 2006 | 5660               | 6677               |
| 2007 | 3663               | 3870               |

(Źródło: Facts & Figures 2005, Facts & Figures 2008, Mitsubishi Motors website)